# ناکاجی یاسویی
ناکاجی یاسویی (انگلیسی: Nakaji Yasui; ۱۵ دسامبر ۱۹۰۳ – ۱۵ مارس ۱۹۴۲) عکاس اهل ژاپن بود.